# Minturno
Minturno – miejscowość i gmina we Włoszech, w regionie Lacjum, w prowincji Latina.
Według danych na rok 2004 gminę zamieszkiwały 17 672 osoby, 420,8 os./km².